# PDE4B
Фосфодиэстераза 4B (англ. cAMP-specific 3',5'-cyclic phosphodiesterase 4B) — фермент человека, принадлежащий к классу фосфодиэстераз и кодируемый геном PDE4B на 1-й хромосоме. PDE4B гидролизует циклический аденозинмонофосфат. Измененная активность фосфодиэстеразы 4B может быть связана с патологией шизофрении и биполярного расстройства. Альтернативный сплайсинг порождает несколько изоформ фермента.

## Клиническое значение
Сбалансированная транслокация, нарушающая ген PDE4B, отмечена у одного пациента с диагнозом «шизофрения» и его родственника, страдающего от психозов. Известно, что PDE4B взаимодействует с DISC1, также ассоциированным с шизофренией и другими расстройствами психики. 